# Stępuchowo
Stępuchowo (prononciation : [stɛmpuˈxɔvɔ]) est un village polonais de la gmina de Damasławek dans le powiat de Wągrowiec de la voïvodie de Grande-Pologne dans le centre-ouest de la Pologne.
Il se situe à environ 9 kilomètres au sud-ouest de Damasławek (siège de la gmina), 14 kilomètres à l'est de Wągrowiec (siège du powiat), et à 56 kilomètres au nord-est de Poznań (capitale de la Grande-Pologne).
Le village possédait une population de 357 habitants en 2009.

## Histoire
De 1975 à 1998, le village faisait partie du territoire de la voïvodie de Piła.

Depuis 1999, Stępuchowo est situé dans la voïvodie de Grande-Pologne.